# چناق‌بلاغ (یاردیملی)
چناق‌بلاغ (به ترکی آذربایجانی: Çanaqbulaq) یک منطقه مسکونی در جمهوری آذربایجان است که در شهرستان یاردیملی واقع شده‌است. چناق‌بلاغ ۵۹۹ نفر جمعیت دارد.